# Nawalgarh

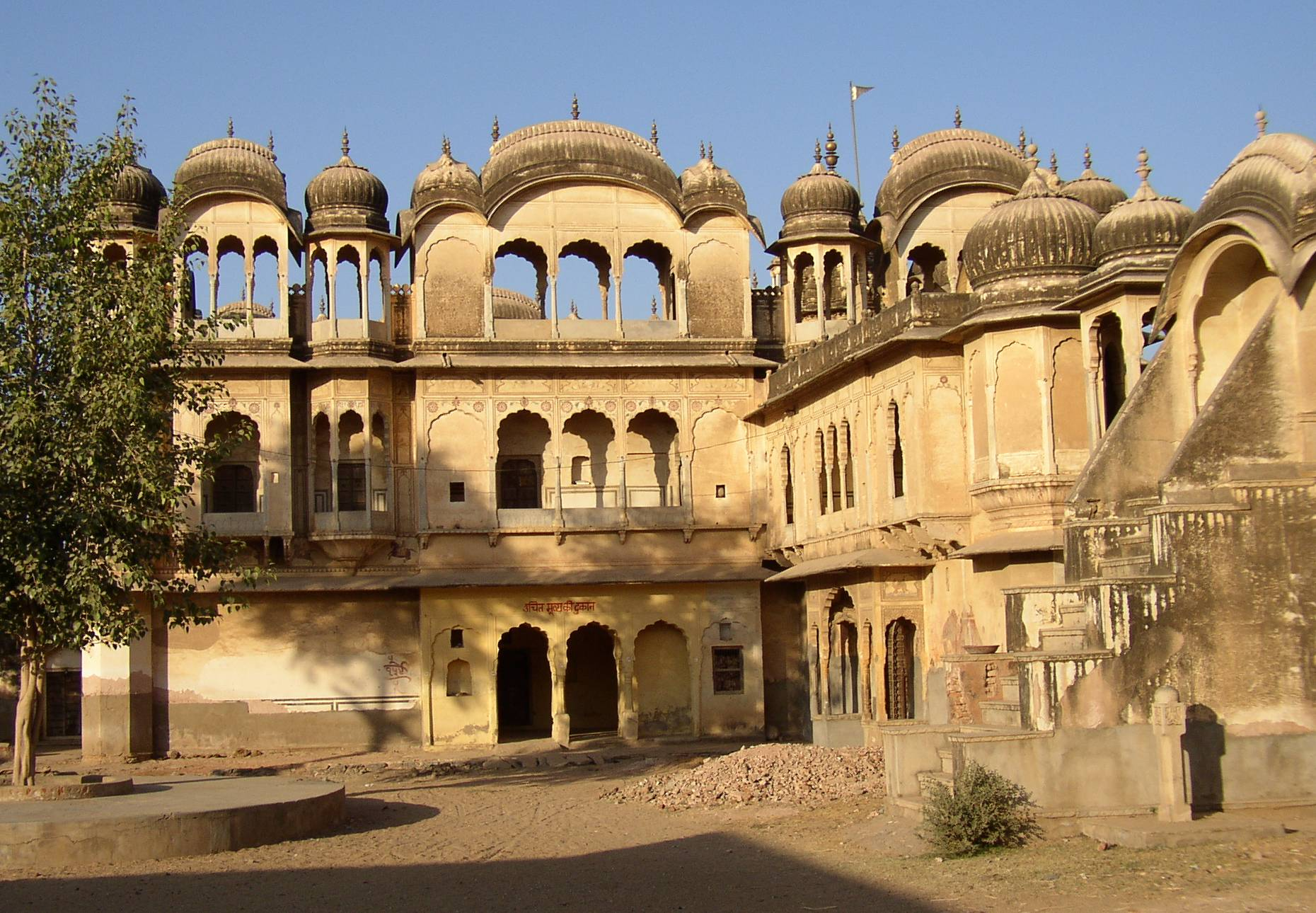

Nawalgarh là một thành phố và khu đô thị của quận Jhunjhunun thuộc bang Rajasthan, Ấn Độ.

## Địa lý
Nawalgarh có vị trí 27°51′B 75°16′Đ / 27,85°B 75,27°Đ Nó có độ cao trung bình là 379 mét (1243 feet).

## Nhân khẩu
Theo điều tra dân số năm 2001 của Ấn Độ, Nawalgarh có dân số 56.482 người. Phái nam chiếm 52% tổng số dân và phái nữ chiếm 48%. Nawalgarh có tỷ lệ 57% biết đọc biết viết, thấp hơn tỷ lệ trung bình toàn quốc là 59,5%: tỷ lệ cho phái nam là 68%, và tỷ lệ cho phái nữ là 46%. Tại Nawalgarh, 17% dân số nhỏ hơn 6 tuổi.